# Phönix (Ballon)

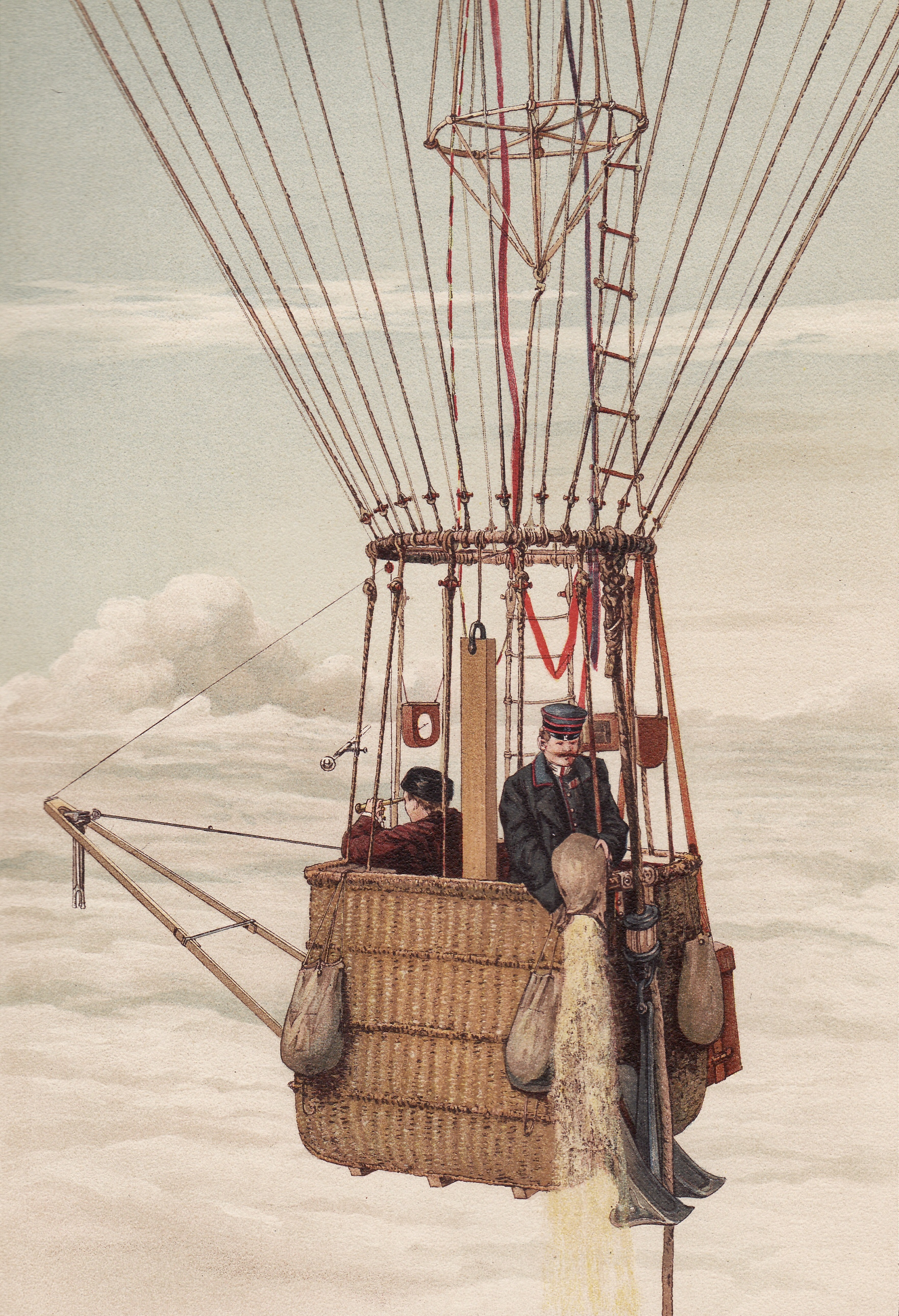
Ballonkorb des Phoenix mit Berson (links) und Groß, Zeichnung von Groß

Phönix ist der Name eines Ballons des Deutschen Vereins zur Förderung der Luftschifffahrt, der von 1893 bis 1896 während der Berliner wissenschaftlichen Luftfahrten zur Erforschung der freien Atmosphäre eingesetzt wurde.
Nach der Explosion des Vereinsballons Humboldt am 26. April 1893 hatte Kaiser Wilhelm II. für den Bau und Betrieb eines neuen Ballons noch einmal 32.000 Mark aus seinem Allerhöchsten Dispositionsfonds bewilligt. Die Konstruktionspläne für den Phönix wurden von Premierleutnant Hans Groß von der Berliner Luftschifferabteilung ausgearbeitet. Um die Ballonhülle bei der Landung schnell entleeren zu können und damit ein Wiederabheben oder eine gefährliche Schleiffahrt zu verhindern, hatte Groß eine neuartige Reißvorrichtung entwickelt, wie sie heute noch jeder Gasballon besitzt. Die Hülle des Ballons bestand aus zwei Lagen eines von der Berliner Firma Rudolph Hertzog gelieferten feinen Baumwollstoffs. Die innere Lage war von der Continental-Caoutchouc- und Gutta-Percha Compagnie in Hannover beidseitig gummiert und vulkanisiert worden. Auf diesen Stoff wurde die zweite Lage mit großem Druck diagonal aufgewalzt. Die äußere Lage wurde mit einer speziellen Farbe imprägniert, um sie vor Schäden durch die in der Höhe starke Sonnenstrahlung zu schützen. Ein Quadratmeter des Ballonstoffs wog 330 Gramm.

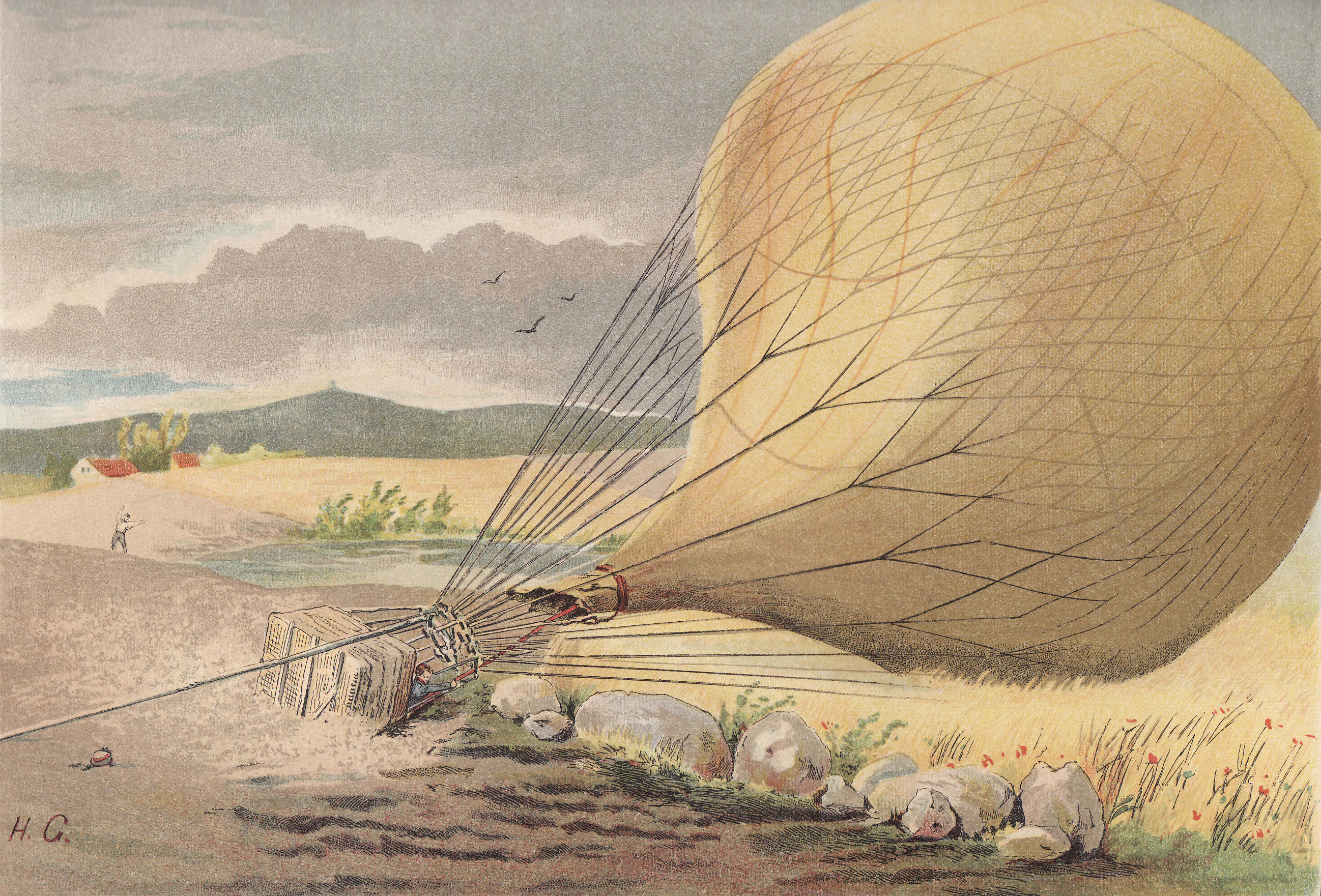
Groß zieht am 25. Juli 1893 die Reißleine, Zeichnung von Groß

Der Ballonkorb aus spanischem Rohr hatte eine Grundfläche von 1,60 m mal 1,20 m und eine Höhe von 1,25 m. Er war damit so geräumig, dass drei Personen bequem stehen und zwei gleichzeitig sitzen konnten. Zum Schutz gegen Kälte befand sich auf dem Korbboden eine Matratze, und die Wände waren von innen mit Filz ausgeschlagen. Ein Kasten aus Rattan diente gleichzeitig als Sitz und zur Unterbringung von Proviant, Landkarten, Kleidungsstücken und ähnlichem. Weitere Utensilien konnten in einer Segeltuchtasche untergebracht werden. Für Hochfahrten wurde ein kleinerer Korb (1,20 m × 1,00 m × 1,20 m) für maximal zwei Personen verwendet. Der Ballast war teilweise außen am Korb angebracht. Neben einem Anker wurde ein 150 m langes Schlepptau mitgeführt. Die Messungen von Temperatur und Luftfeuchtigkeit erfolgten außerhalb des Korbs. Dazu wurde ein Aßmannsches Aspirationspsychrometer an einem einholbaren Ausleger angebracht. Die Hülle des Phönix besaß ein Fassungsvermögen von 2630 m³ Gas und wog mit großem Ballonkorb vor der Gasbefüllung 775 kg, mit kleinem Korb nur 713 kg.
Mit dem Phönix wurden 23 bemannte Luftfahrten zu wissenschaftlichen Zwecken durchgeführt. Er war dabei etwa 180 Stunden in der Luft und legte insgesamt eine Strecke von 6290 km zurück. Am Ende der zweiten Fahrt am 25. Juli 1893 bewährte sich in der Nähe von Berent erstmals die Reißbahn, da der Anker den großen Ballon bei einer Windgeschwindigkeit von 20 m/s nicht halten konnte. Am 4. Dezember 1894 erreichte der Meteorologe Arthur Berson bei einer Alleinfahrt mit dem Phönix die damalige Rekordhöhe von 9155 m. Anschließend wurde der Ballon an die Luftschifferabteilung verkauft. Nach einer Fahrt am 2. Mai 1896, bei der der Reißgurt blockiert war, wurde der Phönix bei der Landung so stark beschädigt, dass eine Reparatur nicht mehr rentabel war.